# Proteinkinase Cζ
Proteinkinase Cζ (synonym PKCζ, PKCzeta) ist ein Enzym aus der Gruppe der Proteinkinasen. Sie ist eine atypische Isoform der Proteinkinase C. Nach Proteolyse von PKCζ entsteht die Proteinkinase Mζ, auch PKMζ, welche bei Gedächtnis- und Erinnerungsprozessen eine Rolle spielt.
Entdeckt wurde PKMζ 1993 von Todd Charlton Sacktor und Mitarbeitern am Downstate Medical Center in New York. PKMζ ist ein durch Spaltung der Proteinkinase Cζ entstehendes Fragment und spielt eine wichtige Rolle an den Synapsen, den Verbindungsstellen zwischen den Nervenzellen. Zuständig ist es allgemein für die Speicherung von Erinnerungen im Langzeitgedächtnis. Dabei ist es für die Speicherung sowohl angenehmer als auch unangenehmer Gedächtnisinhalte zuständig, unabhängig davon, ob sie Ort, Tätigkeiten oder Ereignisse betreffen.
Lokales Hemmen von PKMzeta in verschiedenen Hirnregionen von Ratten und Mäusen führt zum Löschen von antrainierten Gedächtnisinhalten (teils bis zu mehreren Monaten nach dem Training). Die 2006 veröffentlichte Entdeckung, dass es Erinnerungen stabil hält und damit das Langzeitgedächtnis festigt, zählte die Zeitschrift Science zu den 10 Durchbrüchen des Jahres 2006.